# Chloroclystis ruptiscripta
Chloroclystis ruptiscripta är en fjärilsart som beskrevs av W. Warren 1904. Chloroclystis ruptiscripta ingår i släktet Chloroclystis och familjen mätare. Inga underarter finns listade i Catalogue of Life.